# Рамон Альберто Вільяверде
Рамон Альберто Вільяверде Васкес (ісп. Ramón Alberto Villaverde Vázquez; 16 березня 1930, Монтевідео — 15 вересня 1986, Барселона) — уругвайський футболіст, що грав на позиції нападника.

## Ігрова кар'єра
У дорослому футболі дебютував 1949 року виступами за команду клубу «Ліверпуль» (Монтевідео), в якій провів один сезон.
1950 року поїхав до Колумбії, де була створена фінансово потужна, але не визнана ФІФА ліга Демайор. Три сезони захищав кольори команди «Кукута Депортіво», а потім був запрошений до найсильніщого колумбійського клубу того часу — столичного «Мільйонаріоса», де грав поряд з Альфредо Ді Стефано, Адольфо Педернерою і Нестором Россі.
Своєю грою за останню команду привернув увагу представників тренерського штабу клубу «Барселона», до складу якого приєднався 1954 року. Відіграв за каталонський клуб наступні дев'ять сезонів своєї ігрової кар'єри.
Завершив професійну ігрову кар'єру у клубі «Расінг», за команду якого виступав протягом 1963—1964 років.

## Досягнення
- Володар Кубка ярмарків (2): 1958, 1960
- Чемпіон Колумбії (1): 1953
- Чемпіон Іспанії (2): 1959, 1960
- Володар Кубка Іспанії (3): 1957, 1959, 1963

## Статистика
Статистика виступів за «Барселону»:
| Сезон   | Чемпіонат | Чемпіонат | Чемпіонат | Кубок | Кубок | Єврокубки | Єврокубки | Єврокубки | Усього | Усього |
| Сезон   | Т         | І         | Г         | І     | Г     | Т         | І         | Г         | І      | Г      |
| ------- | --------- | --------- | --------- | ----- | ----- | --------- | --------- | --------- | ------ | ------ |
| 1954/55 | Д-1       | 27        | 14        | 3     | 0     | —         | —         | —         | 30     | 14     |
| 1955/56 | Д-1       | 29        | 13        | 4     | 2     | КЯ        | 2         | 2         | 35     | 17     |
| 1956/57 | Д-1       | 15        | 4         | 5     | 4     | —         | —         | —         | 20     | 8      |
| 1957/58 | Д-1       | 12        | 5         | —     | —     | КЯ        | 2         | 0         | 14     | 5      |
| 1958/59 | Д-1       | 1         | 0         | 8     | 1     | КЯ        | 3         | 2         | 12     | 3      |
| 1959/60 | Д-1       | 18        | 3         | 1     | 0     | КЧ КЯ     | 6 2       | 3 0       | 27     | 6      |
| 1960/61 | Д-1       | 19        | 3         | 3     | 3     | КЧ КЯ     | 6 3       | 1         | 31     | 8      |
| 1961/62 | Д-1       | 22        | 10        | 2     | 0     | КЯ        | 8         | 1         | 32     | 11     |
| 1962/63 | Д-1       | 19        | 1         | 2     | 0     | КЯ        | 2         | 1         | 23     | 2      |
| Всього  | Всього    | 162       | 53        | 28    | 10    |           | 34        | 11        | 224    | 74     |